# Kvarndammen (Sandhults socken, Västergötland)
Kvarndammen är en sjö i Borås kommun i Västergötland och ingår i Rolfsåns huvudavrinningsområde.